# Uttertjärnsberget
Uttertjärnsberget este o arie protejată (arie specială de conservare — SAC, sit de importanță comunitară — SCI) din Suedia întinsă pe o suprafață de 275 ha, integral pe uscat.

## Localizare
Centrul sitului Uttertjärnsberget este situat la coordonatele 59°55′11″N 14°46′53″E / 59.9198°N 14.7813°E.

## Înființare
Situl Uttertjärnsberget a fost declarat sit de importanță comunitară în aprilie 2004 pentru a proteja un număr necunoscut de specii din flora spontană și fauna sălbatică aflate în arealul zonei. Situl a fost protejat și ca arie specială de conservare în martie 2011.

## Biodiversitate
Situată în ecoregiunea boreală, aria protejată conține 6 habitate naturale: Cursuri de apă de la nivel de câmpie la nivel montan, cu vegetație Ranunculion fluitantis și Callitricho-Batrachion, Taiga vestică, Mlaștini turboase de tranziție și turbării mișcătoare, Mlaștini împădurite, Turbării active, Lacuri și iazuri distrofice naturale.
La baza desemnării sitului se află un număr nedeclarat de specii protejate.